# مسیر فراموش شده
راه قدیمی سنت جیمز، راه کوهستان یا راه فراموش‌شده (Camino Olvidado)، مسیری زیارتی در شمال اسپانیا است که در دوران قرون وسطی، تقریباً از قرن نهم تا سیزدهم، بسیار مورد استفاده قرار می‌گرفت تا زائرانی که از سراسر نقاط می‌آمدند، بتوانند بهتر از حملات مسلمانان از جنوب در امان بمانند. با پیشرفت بازپس‌گیری سرزمین‌ها از مسلمانان، این مسیر کم‌کم جای خود را به راه فرانسوی سانتیاگو داد و در دوره‌های بعدی کاملاً به فراموشی سپرده شد. امروزه این مسیر چشم‌اندازی منحصربه‌فرد ارائه می‌دهد و در طول سال، زائران زیادی از آن عبور نمی‌کنند. این مسیر به‌خوبی علامت‌گذاری و برای زائرانی که تصمیم دارند پیاده، با دوچرخه یا با اسب آن را طی کنند، آماده‌سازی شده است.

## مسیر اصلی
این مسیر به‌طور تاریخی از شهر بیلبائو آغاز می‌شد و در کاکابِلسو به پایان می‌رسید، و سپس از طریق مسیر سنتی راه فرانسه به ویافرانکا دل بیِرسو ادامه می‌یافت. زائری که قادر به رسیدن به سانتیاگو دِ کامپوستلا نبود، می‌توانست با عبور از درِ بخشایش کلیسای جامع سانتیاگو ده کومپوستلا در شهر ویافرانکا دل بیِرسو، بخشایش (گناهان) را دریافت کند.»
این مسیر حدوداً ۶۳۷ کیلومتر طول داشت. از آنجا، زائران تنها در حدود یک هفته می‌توانستند با مسیر فرانسوی خود را به سانتیاگو دِ کامپوستلا برسانند.

## میراث مسیر
قدمت این مسیر توضیح می‌دهد که چرا در طول مسیر آن، که از مناظر شگفت‌انگیز نواحی کوهستانی میان‌کوهی می‌گذرد، تعداد زیادی بنای ساده اما ارزشمند به سبک‌های گوناگون به‌وجود آمده‌اند. استفاده از جاده‌های رومی در ترسیم مسیر «راه کوهستان» باعث شده این میراث شامل نمونه‌هایی از دوران باستان نیز باشد، مانند سنگ‌فرش‌ها، پل‌ها و ویرانه‌ها.